# فلسطين قبل النكبة
فلسطين قبل النكبة فلسطين أرض غنية  بالتاريخ العريق وهي بلد مكتفٍ بذاته وميسور وكانت على مر العصور مهداً للحضارة والرقي والمدنية، بلداً ينبض بالحياة الحداثية. أثبتت الوثائق والدراسات أنها تتميز بحياة نشطة منفتحة على العالم بمؤسسات تتطور وتنمو، وقطاع خاص ناشط، وصناعات حرفية مزدهرة، وتحول سريع الى مدن عصرية. وأدوات موسيقى شرقية وغربية، كليات تعلم مختلف اللغات: الانجليزية والألمانية والفرنسية إلى جانب العربية والتركية، مثل كلية صلاح الدين في القدس. وصادرات تنطلق من ميناء حيفا إلى مختلف أسواق العالم، سياحة منتعشة مدعومة بتطور الآلات البخارية ومد سكة حديد الحجاز التي تربط بين إسطنبول وبرلين مروراً بمعظم المدن الفلسطينية والعربية والاوروبية. وكان أكثر من 40% من المجتمع الفلسطيني العربي مستقراً ويعيش في المدن.

## الموقع والمساحة
تبلغ مساحة فلسطين التاريخية 27.009 كيلومترًا مربعًا، تقع جنوب غرب قارة آسيا على جنوبي الساحل الشرقي للبحر الأبيض المتوسط، وهي بذلك تقع في قلب العالم القديم (آسيا وأفريقيا وأوروبا) ما جعلها جسراً بريًّا يربط أسيا بإفريقيا والبحر المتوسط بالبحرالأحمر، ومن ثم المحيطين الأطلسي والهندي. موقعها الفلكي بين دائرتي عرض 29.30 ـ 33.15 شمالاً وخطى طول 34.15 ـ 35.40 شرقاً ويحد البحر الأبيض المتوسط فلسطين من الغرب على ساحل يمتد طوله 240 كيلومترا، ومن الجهة الشمالية الشرقية تحدها سوريا بمساحة حدودية تبلغ 76 كيلومترا، ومن الشمال لبنان بمساحة 79 كيلومترا، كما يحدها الأردن من الشرق بمساحة حدودية طولها 360 كيلومترا.

## أهمية فلسطين التاريخية
لفلسطين مكانة مقدسة دينياً لوجود المسجد الأقصى فيها، بالإضافة إلى قبر إبراهيم عليه السلام، ولكونها مهد المسيح عليه السلام. وأهمية كبيرة على الصعيدين السلمي والحربي، ففي العصور القديمة كانت فلسطين تمثل إحدى الطرق التجارية الهامة التي تربط بين مواطن الحضارات في وادي النيل وجنوب الجزيرة العربية من جهة، ومواطن الحضارات في بلاد الشام الشمالية وفي العراق من جهة ثانية. وكانت مسرحاً لمرور القوافل التجارية قبل الإسلام وبعده، وممراً لهجرات القبائل العربية التي قدمت من الجزيرة العربية في طريقها لبلاد الشام أو شمالي أفريقيا، واستقر بعضها في فلسطين بينما استقر بعضها الآخر في المناطق المجاورة.
ولا زالت فلسطين تحتفظ بأهمية موقعها التجاري لأنها تمثل حلقة وصل بين بيئتي المداريات والموسميات في جنوبي أسيا والشرق الأدنى من جهة، وبين بيئتي البحر المتوسط وأوروبا الوسطى والغربية من جهة أخرى، ولا شك ان الحركة التجارية تزدهر بين البيئات المتفاوتة في إنتاجها، وجاءت فلسطين بموقعها لتربط بين حضارة الشرق الزراعية وحضارة الغرب الصناعية وبذلك أصبحت طريقاً هاماً لمرور حركة التجارة العالمية والمسافرين على كافة طرق المواصلات البرية والبحرية والجوية.

## سياسياً
إن الحدث الأبرز في حياة الفلسطينيين السياسي هو وعد بلفور المُوقع في الثاني من نوفمبر/تشرين الثاني عام 1917 وظهورالفكرة الصهيونية في إنشاء وطن قومي لليهود في فلسطين، وإلتزام الإستعمار الأوروبي وحكومة الإنتداب البريطاني لدعم هجرة اليهود وإستيطانهم في فلسطين ضد إرادة أصحاب الأرض من الفلسطينيين العرب.
وفي عام 1924، أصدر المندوب السامي البريطاني آنذاك هربرت صموئيل مشروع نقد فلسطيني جديد، وصدر قانون بمنح الجنسية الفلسطينية لليهود المقيمين في فلسطين، قبل أن يُخلفه ويكمل مشروعه الصهيوني اللورد هربرت تشارلز بلومر. وخلال السنوات العشر الأولى من الإنتداب البريطاني دخل فلسطين ما يقارب 76400 مهاجر يهودي، غالبيتهم من بلدان أوروبا الشرقية، ومع نشاط الهجرة المتزايد إلى فلسطين أدرك العرب ضرورة مقاومة الصهيونية. وقد تعمق هذا الوعي بالخطر الصهيوني نتيجة التجزئة التي فُرضت على المشرق العربي، ومن أبرز ملامح الحياة الحزبية والسياسية التي كانت تميز المجتمع السياسي الفلسطيني في هذه الفترة ظهور أطر تنظيمية أكثر منها أحزاب سياسية توزعت اتجاهاتها بين محلي وإقليمي وقومي، وظهور الصحف المطبوعة والخطية وفي مقدمتها الكرمل وفلسطين.
من أبرز المحطات النضالية قبل عام 1948 هي الثورة الفلسطينية الكبرى التي انطلقت في 20 نيسان 1936 وامتدت حتى عام 1939، وتميزت عن الثورات التي قامت ما بين 1920 و1933أن كل ما حدث قبل ثورة 1936 لم يكن أكثر من هبات أو انتفاضات، أما ثورة 1936 فقد توافرت لها شروط الثورة هدفاً وأداة وأسلوبا وهي تمثل محطة بارزة في حركة النضال الوطني الفلسطيني ضد الصهيونية والإستعمار البريطاني منذ أواخر القرن التاسع عشر، فهي نقلة نوعية في توجهات هذا النضال بعد حالة الوهن العام التي اعترت الحركة الوطنية الفلسطينية في أعقاب هبة البراق عام 1929.
وتشكلت في فلسطين حركات وأحزاب عقائدية شكلت امتداداً لحركات إقليمية وتنظيمات قومية مع المد الجماهيري وتصاعد أعمال العنف، وفشل الرهان على إستراتيجية مهادنة بريطانيا. فشارك القوميون في المؤتمر الإسلامي عام (1931) وأصدروا الميثاق القومي، وتشكل حزب مؤتمر الشباب العربي (1932) برئاسة راسم الخالدي. أما حزب الاستقلال العربي (1932-1933) فكان أكثر الأحزاب تطورا بمقاييس العمل الحزبي لكنه لم يعمر طويلاً، ومن قياداته: عوني عبد الهادي، رشيد الحاج، عزة دروزة، أكرم زعيتر. أما الحزب القومي السوري وكتلة القوميين العرب فقد لاقت رواجاً محدوداً في فلسطين. ودشن المؤتمر السابع للحزب الشيوعي الفلسطيني في مدينة القدس 1930 بداية منعطف حاسم في مسيرة الحركة الشيوعية في فلسطين، وتشكلت قبل عام 1948 ثلاث هيئات سياسية تمثيلية هي على التوالي:
- اللجنة العربية العليا تكونت هذه اللجنة في نيسان 1936 إثر اندلاع الإضراب العام والعصيان المدني الذي دعت إليه اللجان القومية، وبضغط شعبي كبير على الأحزاب القائمة آنذاك. أُسند منصب الرئاسة للمفتي الحاج أمين الحسيني واعتبرتها بريطانيا منظمة خارجة على القانون وفي 1937 اعتقلت معظم أعضائها ونفتهم إلى جزيرة سيشل. وكانوا أعضاء اللجنة : أمين الحسيني، راغب النشاشيبي، جمال الحسيني، يعقوب الغصين، عبد اللطيف صلاح، حسين الخالدي، عوني عبد الهادي.

- الهيئة العربية العليا، هيئة سياسية فلسطينية حلت محل "اللجنة العربية العليا" بقرار من مؤتمر الجامعة العربية في 12 حزيران 1946 بعد فشل الفلسطينيين في الإتفاق علي تشكيل هيئة عامة ممثلة لهم. استقال بعض أعضاء الهيئة احتجاجاً على انفراد المفتي بالقرارات. وساهمت الهيئة في تجنيد المتطوعين وتولي أمور تدريبهم وتسليحهم. ومن أسماء أعضاء الهيئة: جمال الحسيني، توفيق الحسيني، يوسف صهيون، كامل الدجاني، إميل الغوري، رفيق التميمي، أنور الخطيب، د.عزت طنوس، أنطون عطا الله، أحمد الشقيري، سامي طه، د. يوسف هيكل، راغب النشاشيبي. وفي 29 تشرين الثاني 1947 أعلنت رفضها القاطع لقرار تقسيم فلسطين الدولي رقم 181 دون أن تقدم حلاً بديلاً يراعي التغيّرات العميقة التي تولدت عن الحرب العالمية الثانية، والتي حوّلت المستوطنين اليهود في فلسطين إلى قوة سكانية وسياسية واقتصادية كبيرة وقد بدأت حكومة الإحتلال بعملياتها ضد الشعب الفلسطيني. وفي العام 1947 حدثت معارك في عدة مناطق منها: معركة القسطل الأولى ومعركة القسطل الثانية ومعركة طبريا ومعركة حيفا ومعركة يافا ومعركة حي القطمون ومعركة بيسان ومعركة عكا.[9]
- حكومة عموم فلسطين. حكومة تشكلت في غزة في 23 سبتمبر 1948 برئاسة أحمد حلمي عبد الباقي، تأكيداً على الحق الطبيعي في تقرير المصير، كما جاء في وثيقة الإعلان. تشكلت الحكومة في سياق إعلان بريطانيا عن نيتها لإنهاء الانتداب وإحالة القضية للأمم المتحدة بعد صدور قرار التقسيم طلبت الهيئة العربية العليا من جامعة الدول الموافقة على إنشاء حكومة فلسطينية تتولى شؤون الإدارة العامة عند انتهاء الإنتداب.[10]

## الحياة الثقافية
من مرتكزات النهضة الثقافية في فلسطين عدد الإرساليات والمدارس التبشيرية وتأسيس الجمعيات والنوادي والحركات السياسية، والتحوّلات الحضارية من دخول الكهرباء إلى الطُرُق والمواصلات، وإقامة الموانئ الحديثة، أدى ذلك لإعادة بنية مجتمع متطور، ومع بداية ثورة الطباعة والنشر في فلسطين في أواخر الحقبة العثمانية وتطورت أبعاد صناعية في النصف الأول من القرن العشرين فقد رافق هذه الثورة إعتماد التقنيات العصرية، ونماء التربية العلمانية وانتشار القراءة، وعلى وقع تطوّر الأحداث السياسية في البلاد تبلورت هوية الشعب وقضيته الوطنية، ليتشكل حراك ثقافي فلسطيني في مجموعة من المواضيع منها:
- الصحافة الفلسطينية، ساهمت المقالات اليومية المرتبطة بالأحذاث اليومية حول الصراع  على الإستقلال والمواجهة مع سلطة الإنتداب والحركة الصهيونيّة في دعم حركة التحديث الفكري والأدبي، إن زيادة الوعي أدت إلى ظهور عشرات المجلات والصحف، وقد استقطبت الصحف الفلسطينية الشعراء والأدباء والمثقفين، الذين بادروا للكتابة تعدّ يافا مركز الصحافة الفلسطينية، تليها القدس وحيفا، ومن أشهر أسماء الصحف التي كانت تصدر في ذلك العهد: الكرمل، الدفاع، الشعب، اللواء، العرب، صوت الشعب، الميزان، الجهاد وفلسطين، أما أشهر المجلات فكان منها: النفائس العصرية، الأصمعي، الدستور، الحرية، الرأي العام، المنتدى، المستقبل والفجر.[13][14]
- حركة الترجمة لها أثر كبير في الثقافة الفلسطينية، ومن الأسماء التي برزت في فلسطين قبل النكبة  وكان لها بصمة واضحة وإسهامات مؤثرة إلى اليوم على مستوى المكتبة العربية المترجم خليل بيدس (1874 -1949)، والمترجم عادل زعيتر (1895- 1957) فكان يتقن التركية، والفرنسية، والإنجليزية، والألمانية، ومن أشهر الكتب التي ترجمها: كتاب العقد الاجتماعي" لروسو، و"حضارة العرب" لغوستاف لوبون، وكتاب "روح الشرائع" لمونتسكيو. كما برز إسم عنبرة سلام الخالدي (1897- 1986)، كأوّل مترجمة، مع ترجمتها "إلياذة هوميروس".[15][16]
- الرواية من أولى الروايات الفلسطينية كانت الوارث لخليل بيدس التي صدرت عام 1920 الذي مزج بين التراث الشعبي وبين ثقافته المتأثرة بالأدب العالمي، أما الرواية الفلسطينية الأشهر والأبرز في هذه الفترة رواية مذكرات دجاجة للأديب إسحاق موسى الحسيني، المنشورة عام 1943، وقد حازت هذه الرواية، التي كتب مقدمتها طه حسين، على شهرة واسعة في العالم العربي بعد صدورها، وأعيد طبعها عدة مرات. ومن الرياديين في كتابة القصة كل من إسكندر الخوري ونجيب نصار ويوحنا دكرت. كما لاقت السيرة الذاتية اهتماما عند الأدباء في فلسطين، فكتب أربعة منهم سيرة تتأرجح بين السيرة الذاتية والروائية. لكنه يشير إلى أن جذور السيرة الذاتية سبقت النكبة، وكان أحد مؤسسي الصحافة نجيب نصار من روادها في روايته "مفلح الغساني"، تبعه إميل حبيبي في "سرايا بنت الغول" وحنا أبو حنا في "ظل الغيمة".[16]
- الحركة الشعرية كان الشعر هو الأقدر والأسرع والأكثر استجابة للأحداث المتفجرة، من بقية أشكال الأدب، في الاشتعال التراجيدي بالغضب وشحذ الهمم ضد الغزاة المغتصبين، ومن أبرز شعراء فلسطين في أوائل القرن العشرين الشاعر إبراهيم طوقان وأشتهر بسبب قصيدته "الثلاثاء الحمراء" (1930)؛ التي نظمها إثر إعدام أبطال ثورة البراق في سجن عكا،[17] والشاعر عبد الرحيم محمود (1913-1948)، وقصيدته المشهورة "الشهيد"، التي كان مطلعها: "سأحمل روحي على راحتي.. وألقي بها في مهاوي الردى"، وقد كتبها مع اندلاع أحداث ثورة 1936، التي كان منخرطاً في صفوفها. كانت قصائدهما الوطنية على شفاه جميع المواطنين الفلسطينيين قبل العام 1948 وهي تعبر عن وجدانهم الجمعي في حتمية التنبه الشديد للخطر الصهيوني الإستعماري وضرورة مواجهته ومقاومته. كما برزت في هذه الفترة أسماء أخرى مثل عبد الكريم الكرمي (أبو سلمى)، الذي اتسّم شعره بوضوح المعنى، والنغمة الأخاذة، واللغة المتينة، والخيال المبتكر. وكانوا شعراء فلسطين جزء من حركة التحديث والتجديد الشعري العربية، ومن الذين ساهموا بالتحرير من القيود والزخارف اللفظية، والمحسنات البديعية، وفي إثراء الحياة الثقافية ولعب دور كبير في بلورة الهوية الوطنية الفلسطينية والحفاظ على الذاكرة الحضارية، وإنخراط الناس في صفوف الحركة الوطنية..[18][19]
- دور السينما انتشرت دور السينما في معظم  المدن الفلسطينية، وكانت تعرض الأفلام العربية والعالمية، ومن أسماء دور العرض: سينما الحمرا، سينما الرشيد، سينما نبيل، سينما الفاروق، سينما الشرق وسينما أبوللو. أما في صناعة السينما، فكان إبراهيم حسن سرحان أول فلسطيني ينتج فيلماً، وذلك في عام 1935، حين قام بتصوير فيلم مدته 20 دقيقة عن زيارة الملك عبد العزيز آل سعود لفلسطين، وتنقّله بين اللد ويافا، ويوحد محاولات سينمائية في فلسطين قبل العام النكبة إذ شرع عدد من هواة فن السينما بإنتاج عدد من الأفلام ومن أبرزهم: جمال الأصفر، وخميس شبلاق، وأحمد حلمي الكيلاني الذي درس السينما في القاهرة، وتخرج عام 1945، ليُعدَّ بذلك أحد السينمائيين الفلسطينيين الأوائل، الذين درسوا فن السينما أكاديمياً، والسينمائي الفلسطيني محمد صالح الكيالي الذي درس الإخراج في إيطاليا وقد أسَّس أستوديو للتصوير الفوتوغرافي في يافا عام 1940. [20][21][22]
- الحركة المسرحية، شهدت الحركة المسرحية نشاطاً واسعاً قبل النكبة، فقد تأسست جمعيات تمثيلية كثيرة في فلسطين كجمعية التمثيل الأدبي، وجمعية "الفنون والتمثيل" في القدس التي قامت بتمثيل رواية عنترة بن شداد، وفرقة جمعية "الشبّان المسلمين" في يافا التي مثلت رواية "دموع اليائسة ورواية "انتقام الكاهن"، وقد لاقتا نجاحاً كبيراً، أما فرقة "نادي الشبيبة" في بيت لحم فقد مثّلت رواية "عواطف الزوج" الاجتماعية، كذلك أدّت فرقة "نادي الشبيبة الأرثوذكسية" في غزة رواية "حمدان"، و"غانية الأندلس"، وفي عام 1919 مثلت الفرقة رواية "قاتل أخيه" لمؤلفها جميل البحري، ومثّلت فرقة "النادي العربي" بالقدس رواية "مجدولين" على مسرح بستان الانشراح. من الكتّاب المسرحيين: جميل البحري وبرهان العبوشي ومحمد حسن علاء الدين ومحيي الدين الحاج عيسى. كما لم يقتصر النشاط المسرحي على الإنتاج المحلي وإنما حضرت إلى حيفا فرق مسرحية كثيرة  وخصوصا المصرية ومن هذه الفرق: (فرقة إخوان عطا الله، وفرقة الشيخ سلامة حجازي، وفرقة جورج أبيض، وفرقة نجيب الريحاني، وفرقة أولاد عكاشة، وفرقة منيرة المهدية، وفرقة يوسف وهبي، وفرقة فاطمة رشدي، وفرقة علي الكسار، والفرقة القوميّة المصريّة).[23][24]

## الحياة الإقتصادية
شهدت فلسطين ازدهارًا اقتصاديًّا واسعًا تقلصت خلاله معدلات الفقر والبطالة وزاد الناتج المحلي وتحسن مستوى دخل الأفراد، ما جعل فلسطين في صفوف الدول المتقدمة خاصة في المنطقة العربية. وجد في فلسطين نظاماً مصرفيًّا قويًّا قبل النكبة، إذ احتضنت البنك العثماني، والبنك البريطاني للشرق الأوسط، وبنك فلسطين التجاري، وبنك فلسطين الألماني، والبنك العربي، والبنك العقاري العربي المصري، وساهمت العملات الأجنبية وتعددها في فلسطين إلى جانب العملة الوطنية (الجنيه) في دوران رأس المال، وتنوع السيولة النقدية، وكان الجنيه الفلسطيني العملة الرسمية في فلسطين وإمارة شرق الأردن، ما بين عامي 1927–1948. وجود مرافق اقتصادية مركزية كبيرة وهي (خط سكة الحديد، الميناء، والمنطقة الصناعية) بسبب هذه المرافق قدم إلى حيفا الآف العمال من لبنان وسوريا والعراق وشرق الأردن وحتى من اليمن ومن شمال أفريقيا للعمل وفي نفس الوقت بناء المدينة لأن العمال قدموا مع عائلاتهم وبهذا انتعشت مدينة حيفا اقتصاديا واجتماعيا. اشتهرت فلسطين بالزراعة وإنتاج الخضراوات بجميع أصنافها الفواكه والحمضيات والقطن، والزيت والزيتون، فالإنتاج كان يغطي الإحتياج المحلي، والفائض يوجه إلى الخارج. وازدهرت الصناعة في فلسطين مثل صناعة الصابون، والجلود، والنسيج، والحجر والرخام، والدقيق، والصناعات التحويلية القائمة على المنتجات الزراعية الأخرى، كما مكن وقوع فلسطين على ساحل البحر الأبيض المتوسط من رفدها بصنوف مختلفة من الأسماك، التي كانت تصدر إلى دول لا تطل على شواطئ بحرية.

## الحياة المدنية
المدينة الفلسطينية قبل النكبة بدأت تنمو وتتشكّل لتكوّن حاضنة لإنجاز المشروع الوطني، فتشكلت مدن مركزية وسطية فيها حياة حضرية إذ تطوّرت المدن الساحلية سريعًا ولا سيّما مدينتي حيفا ويافا، وشكلتا مركزين للصحف والحركة الثقافية وتجمّعًا للتجار والمصرفيين، وللقرويين المهاجرين، وللعمال الأجيرين، وللمبادرين بالمشاريع الصناعية ولناشطي النقابات والإتحادات المهنية. وفي ثلاثينيات القرن العشرين أصبحت هاتان المدينتان أهم مدينتين ساحليتين في فلسطين. فقد مثلتا وجهًا جديدًا لحداثة المجتمع الفلسطيني. بينما حافظت مدينة القدس بفعل مركزها الديني وقداستها على مكانتها السياسية والسياحية.